# Pseudochirella major
Pseudochirella major är en kräftdjursart som först beskrevs av Georg Ossian Sars 1907.  Pseudochirella major ingår i släktet Pseudochirella och familjen Aetideidae. Inga underarter finns listade i Catalogue of Life.